# Blue (hudební skupina)
Blue je anglická skupina, složená z členů Antony Costy, Duncana Jamese, Lee Ryana a Simona Webba. Skupina vznikla v roce 2000 a vydala tři studiová alba, All Rise (2001), One Love (2002) a Guilty (2003), která se dostaly na první místa hitparád Spojeného království. Skupina také hrála s umělci, jako je Stevie Wonder, Elton John či Lil Kim. Na konci roku 2004 skupina oznámila přestávku a 15. listopadu 2004 vydala své první kompilační album Best of Blue. Skupina se znovu sešla v lednu 2011 a za Spojené království vystoupila na soutěži Eurovision Song Contest 2011 v Düsseldorfu s písní „I Can“, která obsadila 11. místo se 100 body. Dne 25. ledna 2013 vydali své čtvrté studiové album, s hlavním singlem Hurt Lovers. V dubnu 2015 vydali páté album Colors, které nedosáhlo očekávaného úspěchu, v prvním týdnu po vydání se prodalo pouze 4 000 kopií.